# آلوهم
آلوهم (به سوئدی: Alvhem) یک منطقهٔ مسکونی در سوئد است که در شهر الی واقع شده‌است. آلوهم ۰٫۲۱ کیلومتر مربع مساحت و ۲۰۲ نفر جمعیت دارد.